# Claudia Cedro
Claudia Cedro (née le 18 février 1982 à Rome) est un mannequin italien.

## Biographie
Née à Rome, Claudia Cedro a, dès son plus jeune âge, voulu être mannequin. Elle se rend, encore très jeune, à New York, où elle travaille pour Calvin Klein, Roberto Cavalli et Victoria's Secret.
À 20 ans, elle remporte le concours « Elite Model Look » de 2002, ex aequo avec Camilla D'Alfonso[source secondaire souhaitée]. 
En 2006, elle est l'un des quatre mannequins invités du Festival de Sanremo avec Vanessa Hessler, Francesca Lancini (it) et Marta Cecchetto (en)[pertinence contestée].

## Couvertures de magazines
- GQ (Italie - 2004)
- Item (USA)